# Pseudocrenilabrus nicholsi
Pseudocrenilabrus nicholsi es una especie de peces de la familia Cichlidae en el orden de los Perciformes.

## Morfología
Los machos pueden llegar alcanzar los 8,5 cm de longitud total.

## Hábitat
Es una especie de clima tropical que vive entre 22 °C-25 °C de temperatura.

## Distribución geográfica
Se encuentran en África:  cuenca del río Congo.  